# 알렉세이 니콜라예비치 톨스토이

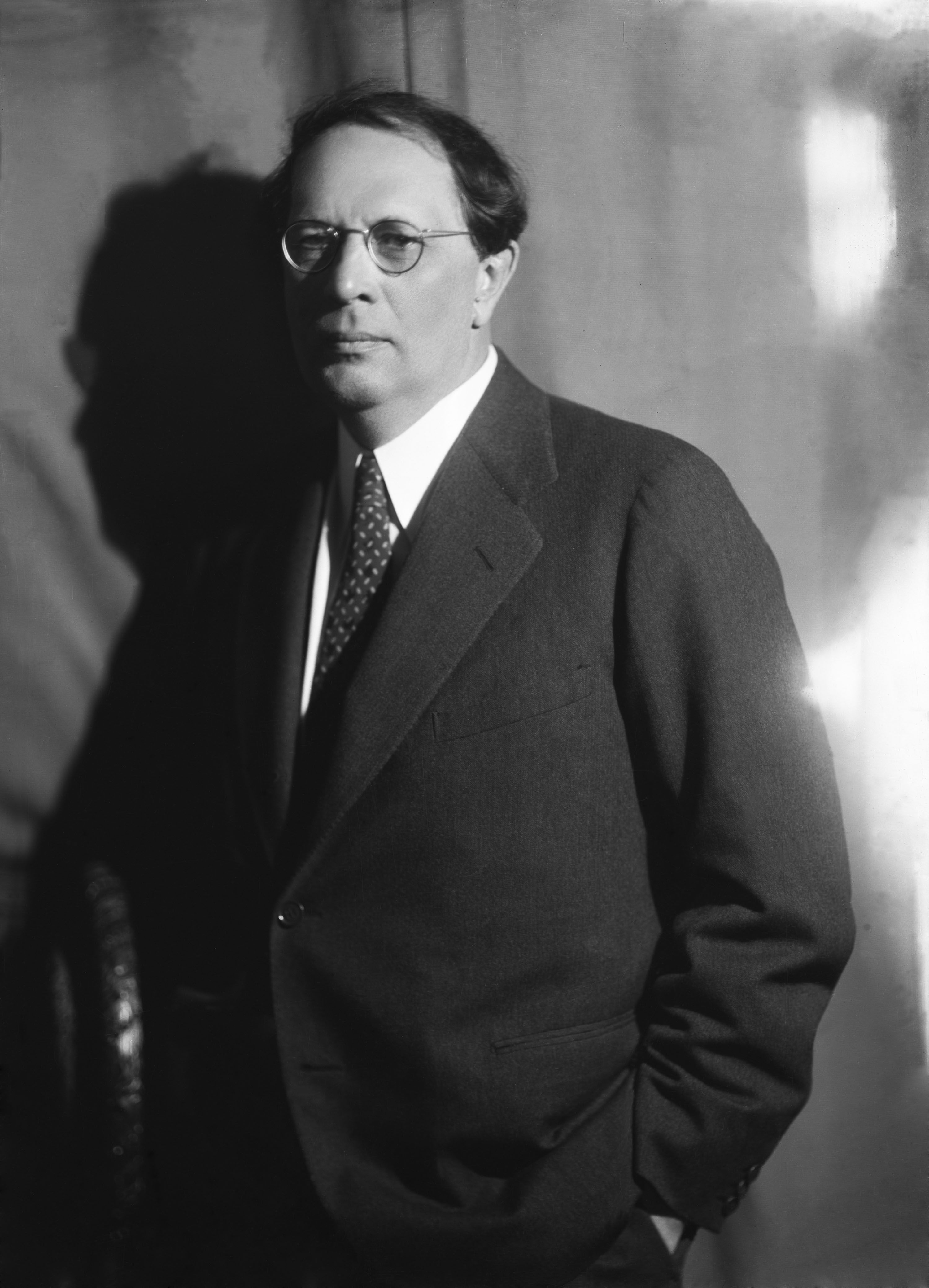

알렉세이 니콜라예비치 톨스토이(Алексей Николаевич Толстой, 푸가추옵, 사마라현, 러시아 제국 1883년 1월 10일 - 모스크바, 소련 1945년 2월 23일)는 러시아의 작가이다.

## 생애
귀족가문 태생으로 재능 있는 다작의 작가였다. 그는 많은 이야기와 소설, 그리고 40편이 넘는 희곡을 썼다. 볼가 강 중류에 있는 사마라에서 고독한 어린 시절을 보냈으며, 13세가 될 때까지 가끔 오는 가정교사를 제외하고는 어떠한 정식 교육도 받지 못했다. 그러나 어린 시절부터 그는 러시아 문학의 고전들을 열심히 탐독했다. 1901년 사마라에서 고등학교를 졸업하고 페테르부르크에 온 톨스토이는 페테르부르크 기술대학에 입학한다. 당시 그는 상징주의의 강한 영향을 받았으며 자신은 물론 다른 사람들에게서도 상징주의자로 간주되었다. 이 시기의 작품으로는 러시아 민화와 슬라브 신화에 대한 관심을 보여주는 시 「푸른 강 너머」(1911)와 그의 가장 뛰어난 초기 작품인 「투레노보에서의 일주일」(1910), 자신의 어린 시절의 경험을 새롭게 쓴 연작 이야기인 『까치 이야기』(1912∼1918), 『절름발이 왕자』(1912), 『괴짜들』(1911) 등이 있다.
1차 세계대전이 발발하자 그는 종군기자로 활동했으며 10월혁명 후 파리와 베를린으로 자발적인 망명을 하였다. 그곳에서 그는 서정적이고 회상적인 소설 『니키타의 어린 시절』(1922)을 썼으며, 삼부작 『고난으 로의 길』(1920~1941)의 제1권인 소설 『자매들』(1921) 집필에 착수했다. 1922년 깊어만 가는 조국에 대한 향수로 인해 자신의 정치적 신념을 바꾸었고 마침내 1923년 가족과 함께 조국으로 되돌아온다.
귀족 태생으로 인한 쉽지 않았던 귀환 초기 의혹의 기간을 잘 견뎌낸 후 톨스토이는 주도적인 소비에트 작가로 급속히 자리매김하게 된다. 환상과학 소설 『아엘리타』(1923)와 『기계의 봉기』(1924), 『엔지니어 가린의 죽음의 광선』(1925∼1926) 등이 출판되었다. 1920년대 후반기 동안 톨스토이는 유진 오닐과 카렐 차페크의 작품들을 번안한 것을 포함하여 여러 가지 이야기와 수많은 희곡을 썼다.
톨스토이는 러시아 역사에 대해 많은 관심을 갖고 있었다. 1927년 『고난으로의 길』의 제2권에 대한 작업과 함께 그는 자기 조국의 가까운 과거에 대한 묘사로 되돌아간다. 1929년 톨스토이는 『표트르 1세』(1929∼1945)의 작업을 시작했다. 이 작품은 1696년부터 1725년까지 러시아를 통치했고 근대 러시아의 창시자로 간주되는 차르의 삶을 묘사하는 웅장한 스케일의 소설이다. 1682년부터 1704년까지의 시기를 포함하는, 이 작품의 첫 1, 2권이 1934년까지 쓰였다. 하지만 제3권은 그의 죽음으로 인해 완성되지 못했다.
1939년 톨스토이는 학술원 회원으로 선출되었다. 1941년 소설 『표트르 1세』로, 그 다음 해에는 『고난으로의 길』로 스탈린상을 수상했다. 2차 세계대전 기간 동안 그는 독일 침략자를 비난하고 러시아 민중의 사기를 진작시키는 글들을 주로 썼다.
1945년 톨스토이는 모스크바에서 세상을 떠났다. 당시 그의 죽음은 1936년 고리키의 죽음에 뒤이은 소비에트 문학 및 문화의 두 번째로 큰 손실이라고 간주되었다.
서구에서 톨스토이에 대한 평판은 자신의 볼셰비즘에 대한 옹호로 인해 커다란 손상을 받았다. 하지만 그가 ‘망명자’로 제목을 바꾼 『검은 황금』(1931)이나 내전에서의 스탈린의 역할에 대한 파렴치한 성자전(聖者傳)적인 이야기인 『빵』(1937) 등과 같은 조잡한 선동적 작품에 대해 책임이 있다고 해도, 이 비범하고 재능 있는 작가의 뛰어난 다른 작품들이 가려져서는 안 된다.